# زبان در قفا (پروانه)
زبان در قفا (پروانه) (نام علمی: Stiboges nymphidia) نام یک گونه از تیره فلزنقشیان است.